# 谷峨駅
谷峨駅（やがえき）は、神奈川県足柄上郡山北町谷ケにある、東海旅客鉄道（JR東海）御殿場線の駅である。駅番号はCB07。普通鉄道の駅では神奈川県最西端に位置する。

## 概要
山北町の清水地区に位置する山間の駅。1907年（明治40年）開設の信号場を前身とし、付近住民の要望により1947年（昭和22年）7月に駅として開業した。開業当初は薪や炭を発送する駅としても機能していたが、現在では旅客のみを扱う小さな駅である。丹沢湖・中川温泉方面への玄関口であり、同方面へ向かうバスが駅前を経由している。
以前は急行「あさぎり」（現「ふじさん」）の一部列車も当駅に停車していたが、1991年（平成3年）の同列車の特急格上げ以降は普通列車のみが停車する。
駅構内には桜が植えられている。

## 歴史
- 1907年（明治40年）3月15日：官設鉄道の谷峨信号所として、山北 - 小山間に開業[4]。
- 1909年（明治42年）10月12日：線路名称制定、信号所を通る路線を東海道本線と命名[5]。
- 1922年（大正11年）4月1日：谷峨信号場に改称[4]。
- 1934年（昭和9年）12月1日：熱海 - 沼津間開通に伴い、東海道本線国府津 - 谷峨 - 沼津間は御殿場線に改称[6]。
- 1943年（昭和18年）7月11日：御殿場線単線化。信号所開設前の1901年（明治34年）に付近は複線化されていた。
- 1947年（昭和22年）7月15日：山北駅方面に0.3km移転し谷峨駅に昇格、旅客営業を開始[1][4]。
- 1968年（昭和43年）4月27日：御殿場線国府津 - 御殿場間電化に伴い、構内を電化。
- 1971年（昭和46年）2月1日：荷物の取扱いを廃止[4]。
- 1987年（昭和62年）4月1日：国鉄分割民営化に伴い、東海旅客鉄道（JR東海）の駅となる[4]。
- 1991年（平成3年）3月16日：急行「あさぎり」特急化により、優等列車の停車が消滅。
- 2000年（平成12年）3月6日：駅舎を改築[7]。
- 2019年（平成31年）3月2日：ICカード「TOICA」の利用が可能となる[8]。

## 駅構造
相対式ホーム2面2線を持つ地上駅。西側のホームは下り列車が使用する1番線、東側のホームは上り列車が使用する2番線である。ホーム間の移動用に、ホーム山北寄りに構内踏切が設けられている。
駅舎は1番線側にある。かつては木造の駅舎であったが、2000年（平成12年）に三角屋根の駅舎に改築された。無人駅であり、管理駅の松田駅が当駅を管理している。

### のりば
| 番線 | 路線        | 方向 | 行先             |
| ---- | ----------- | ---- | ---------------- |
| 1    | CB 御殿場線 | 下り | 御殿場・沼津方面 |
| 2    | CB 御殿場線 | 上り | 松田・国府津方面 |

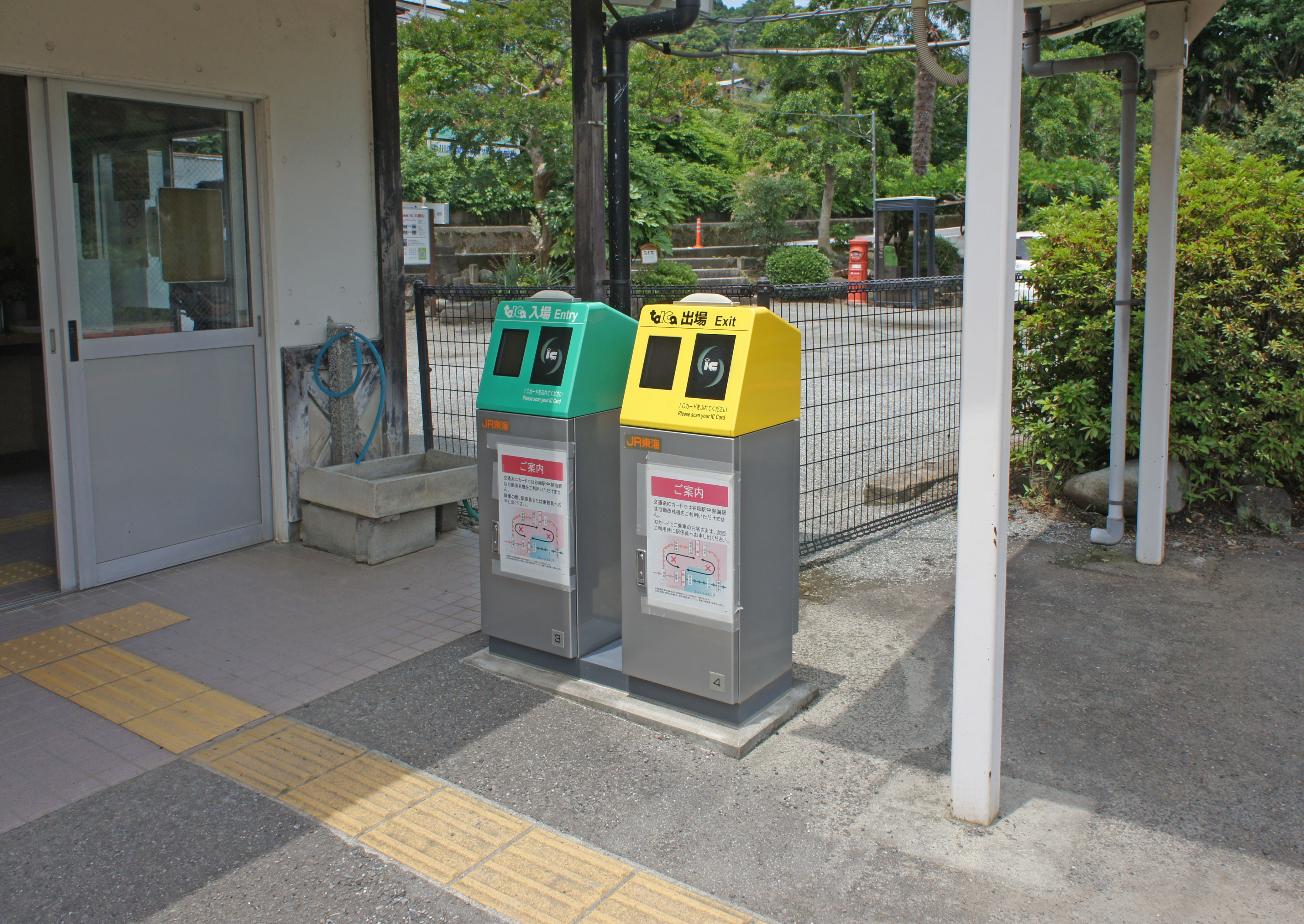
改札口（2022年6月）
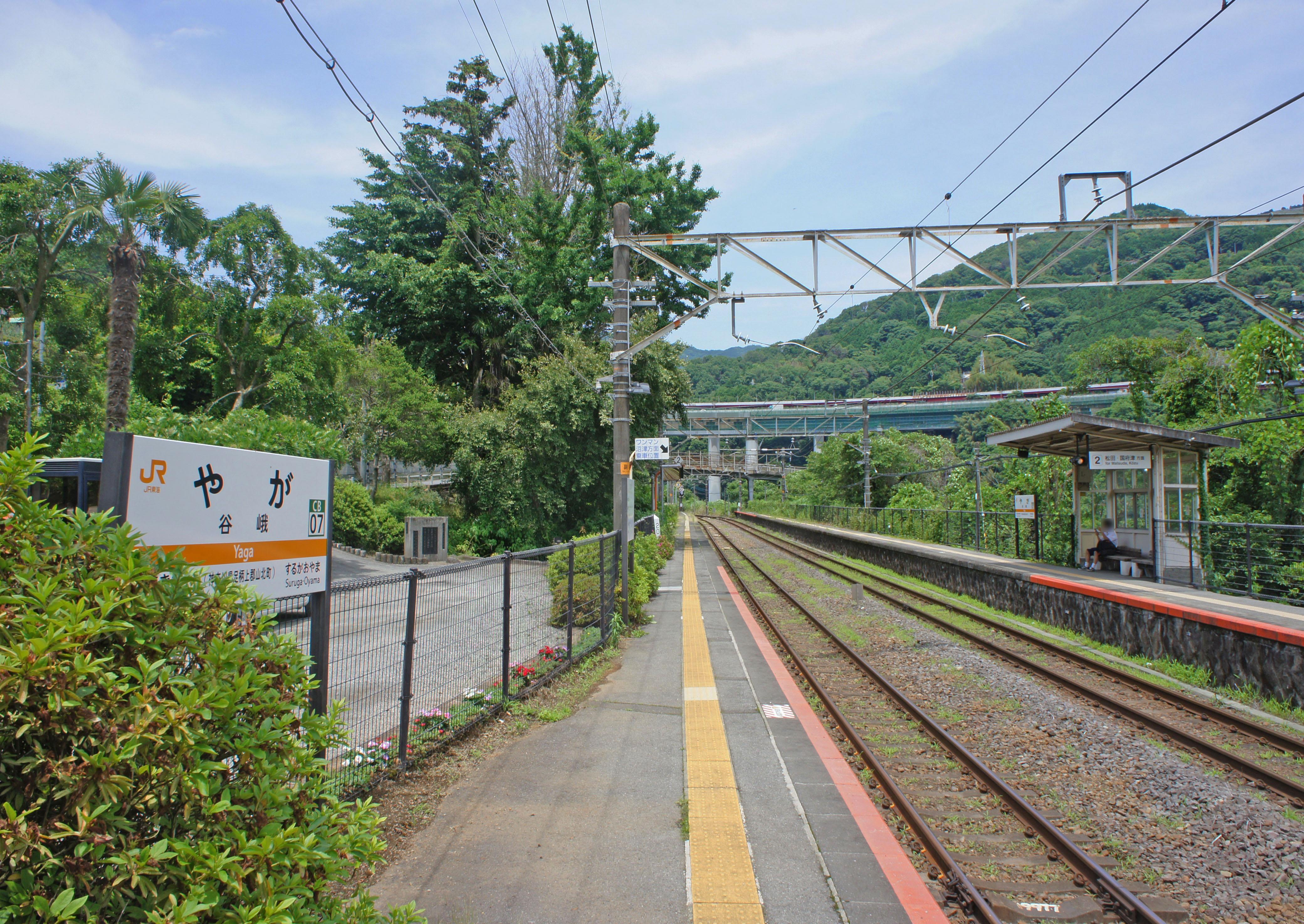
ホーム（2022年6月）
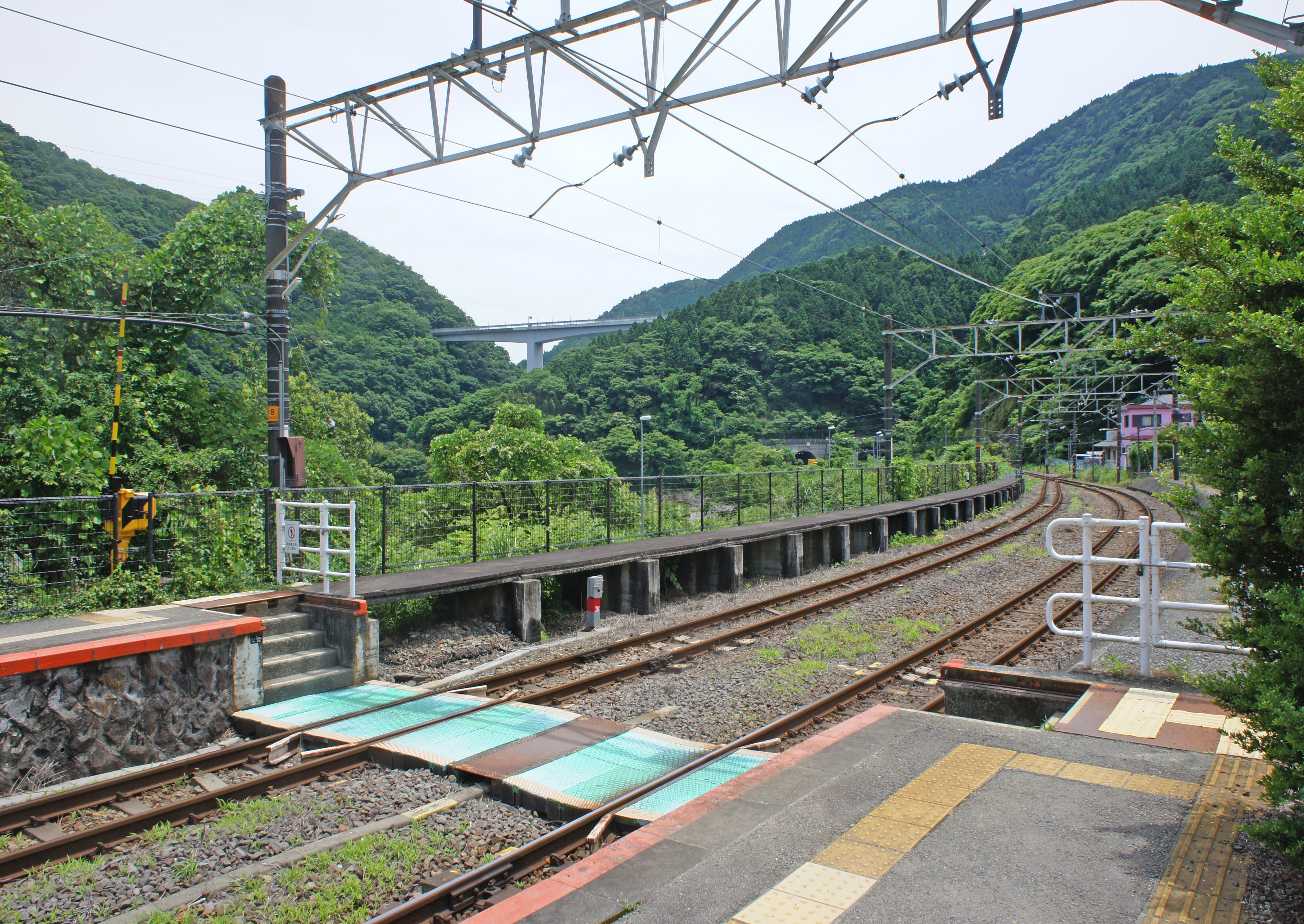
構内踏切（2022年6月）
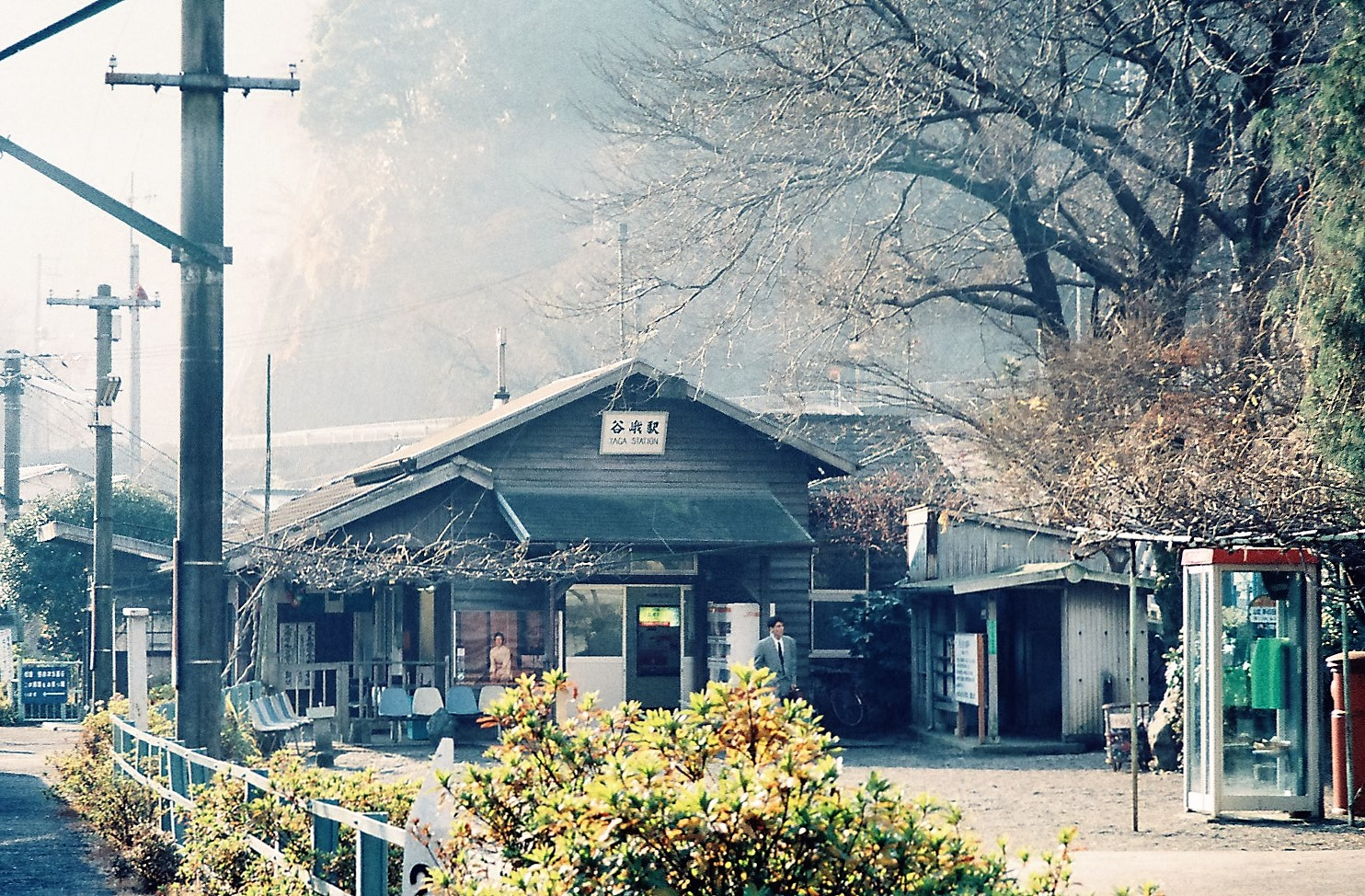
旧駅舎（1989年12月）

## 利用状況
「山北町統計書」によると、2020年度（令和2年度）の1日平均乗車人員は75人である。
1997年度（平成9年度）以降の推移は以下のとおりである。
| 乗車人員推移       | 乗車人員推移     | 乗車人員推移 |
| 年度               | 1日平均 乗車人員 | 出典         |
| ------------------ | ---------------- | ------------ |
| 1997年（平成09年） | 309              | [ 山北 2 ]   |
| 1998年（平成10年） | 301              | [ 山北 2 ]   |
| 1999年（平成11年） | 271              | [ 山北 2 ]   |
| 2000年（平成12年） | 249              | [ 山北 2 ]   |
| 2001年（平成13年） | 235              | [ 山北 2 ]   |
| 2002年（平成14年） | 207              | [ 山北 2 ]   |
| 2003年（平成15年） | 197              | [ 山北 2 ]   |
| 2004年（平成16年） | 185              | [ 山北 2 ]   |
| 2005年（平成17年） | 175              | [ 山北 2 ]   |
| 2006年（平成18年） | 173              | [ 山北 3 ]   |
| 2007年（平成19年） | 161              | [ 山北 3 ]   |
| 2008年（平成20年） | 147              | [ 山北 3 ]   |
| 2009年（平成21年） | 138              | [ 山北 3 ]   |
| 2010年（平成22年） | 129              | [ 山北 3 ]   |
| 2011年（平成23年） | 112              | [ 山北 3 ]   |
| 2012年（平成24年） | 117              | [ 山北 3 ]   |
| 2013年（平成25年） | 108              | [ 山北 3 ]   |
| 2014年（平成26年） | 101              | [ 山北 3 ]   |
| 2015年（平成27年） | 116              | [ 山北 3 ]   |
| 2016年（平成28年） | 103              | [ 山北 3 ]   |
| 2017年（平成29年） | 111              | [ 山北 4 ]   |
| 2018年（平成30年） | 104              | [ 山北 5 ]   |
| 2019年（令和元年） | 109              | [ 山北 1 ]   |
| 2020年（令和02年） | 75               | [ 山北 1 ]   |

## 駅周辺
駅前を神奈川県道728号谷峨停車場線が横切り、そのさらに奥を神奈川県道76号山北藤野線が通る。また、駅の裏手を国道246号が通っている。

## バス路線
「谷峨駅」停留所にて、富士急モビリティ（旧富士急湘南バス）が運行する路線バスが発着する。
- 松62：西丹沢ビジターセンター（旧西丹沢自然教室）
- 松62：新松田駅

## その他
鉄道唱歌第1集13番 「いでてはくぐるトンネルの 前後は山北・小山駅 今も忘れぬ鉄橋の」と歌われた歌詞は、当駅付近の風景を表したものとされる。
駅前にはその部分の歌碑が設置されている。

## 隣の駅
東海旅客鉄道（JR東海）
CB 御殿場線
山北駅 (CB06) - 谷峨駅 (CB07) - 駿河小山駅 (CB08)

### 記事本文